# Armenien beim Junior Eurovision Song Contest
Teilnehmende Rundfunkanstalt

Erste Teilnahme
2007
Anzahl der Teilnahmen
17 (Stand 2024)
Höchste Platzierung
1 (2010, 2021)
Höchste Punktzahl
232 (2016)
Niedrigste Punktzahl
56 (2008)
Punkteschnitt (seit erstem Beitrag)
115,64 (Stand 2020)
Punkteschnitt pro abstimmendem Land im 12-Punkte-System
7,10 (Stand 2015)
Dieser Artikel befasst sich mit der Geschichte Armeniens als Teilnehmer am Junior Eurovision Song Contest.

## Vorentscheide
Bis auf 2007, als intern gewählt wurde, gab es jedes Jahr einen öffentlichen Vorentscheid namens Junior Eurosong. 2015 wurde mit Mika erstmals seit dem Debüt wieder eine interne Auswahl durchgeführt. Er hatte von 2012 bis 2014 in jedem Jahr am armenischen Vorentscheid teilgenommen. Auch 2016 wurde intern gewählt, beide Male wurde Armenien Zweiter.

## Teilnahme am Wettbewerb

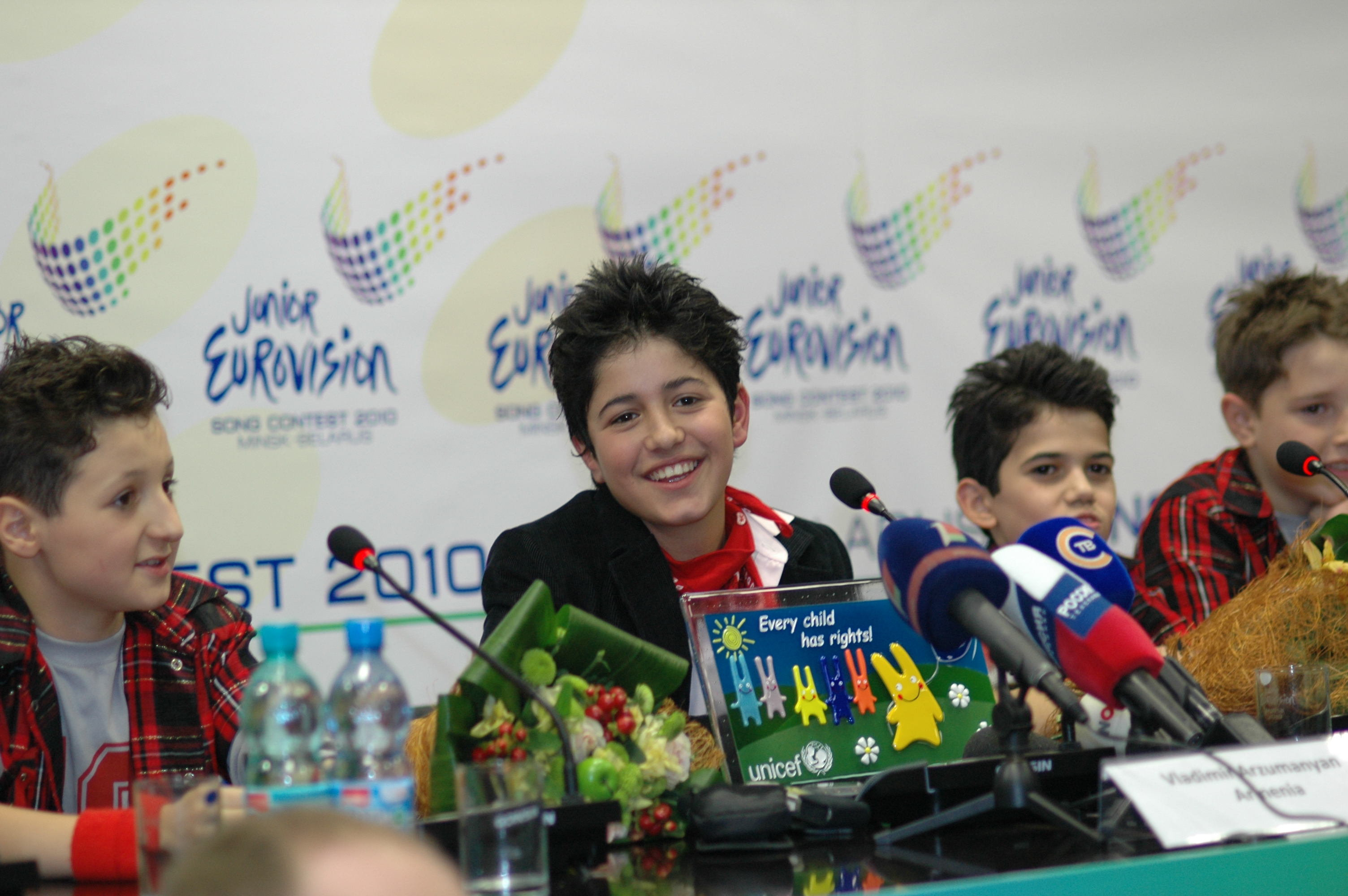
Wladimir Arsumanjan, Sieger von 2010

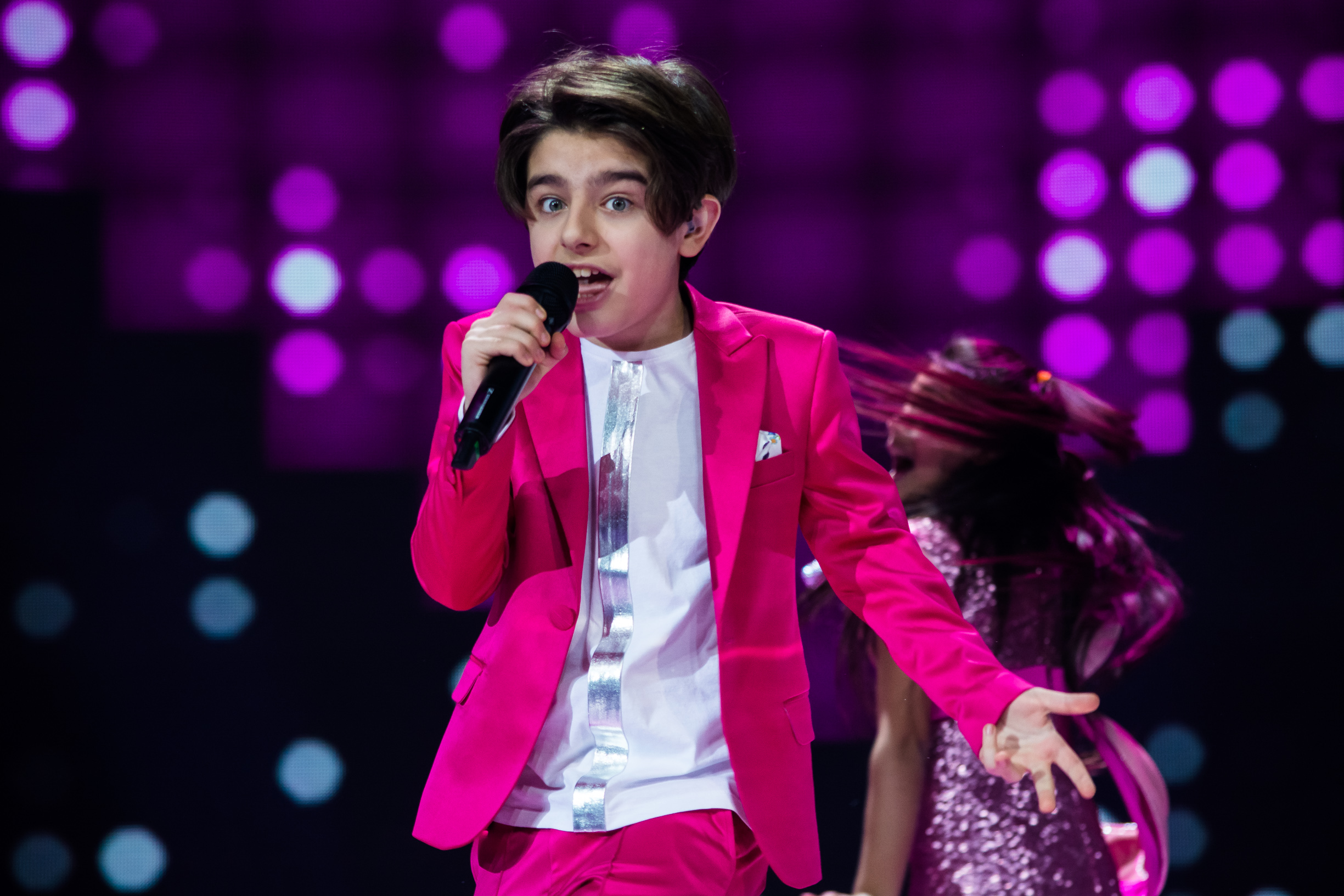
Mika, Zweiter von 2015

Die nationale Rundfunkanstalt ARMTV ist Mitglied der Europäischen Rundfunkunion und auch wenn das Land geographisch zu Asien gehört nehmen Sänger und Gruppen aus Armenien teil. 2007 nahm man zum ersten Mal teil und wurde Zweiter, nur einen Punkt hinter dem Sieger. Nach einem weiteren zweiten Platz 2009 gewann man 2010, diesmal mit nur einem Punkt Vorsprung. Unabhängig vom Sieg 2010 fand der Wettbewerb 2011 in der Hauptstadt Jerewan statt.
Armenien gehört zu den erfolgreichsten Teilnehmern beim Junior Eurovision Song Contest, obwohl es nur einmal gewonnen hat. Man schaffte es nämlich mit ein paar Ausnahmen immer unter die besten fünf. Der Erfolg ließ jedoch 2018 nach, als Armenien sich nicht nur zum zweiten Mal in Folge außerhalb der Top 5 platzierte, sondern mit Platz 9 außerdem seine niedrigste Platzierung aller Zeiten erreichte. 2021 gelang es Armenien dann, den Wettbewerb zum zweiten Mal mit Maléna Fox zu gewinnen. Wenig später wurde bekanntgegeben, dass der nächste JESC 2022 in Armenien stattfinden wird. 2022 gelang es dem Land mit Nare den zweiten Platz im eigenen Land zu erreichen.
Für den Wettbewerb 2020 hatte sich Armenien ursprünglich angemeldet, entschied sich dann aber knapp drei Wochen vor dem Wettbewerb dazu, doch nicht teilzunehmen. Als Grund wurde die aktuelle politische Lage im Land aufgrund des sogenannten Martial Law im Bergkarabach-Konflikt mit Aserbaidschan genannt. Auch beim regulären ESC 2021 zog man sich zurück. Am Tag den Finales, dem 29. November 2020, wurde der für 2020 geplante Beitrag Why der 13-jährigen Sängerin Maléna Fox veröffentlicht. 2021 kehrte das Land dann wieder zurück und nominierte erneut die für 2020 gesetzte Kandidatin Maléna Fox.

## Liste der Beiträge
| Jahr | Interpret                                  | Titel (Musik / Text)                                                                                          | Sprache             | Übersetzung               | Platz Teilnehmer (gesamt)    | Punkte                       |
| ---- | ------------------------------------------ | --- | ------------------- | ------------------------- | ---------------------------- | ---------------------------- |
| 2007 | Arewik (Արևիկ)                             | Jerasank (Երազանք) (Marianna Dschawachjan / Sargis Msikjan)                                                   | Armenisch           | Ein Traum                 | 2 / 17                       | 136                          |
| 2008 | Monika Manutscharowa (Մոնիկա Մանուչարովա)  | Im Jergi Hntschjune (Իմ Երգի Հնչյունը) (Monika Manutscharowa / Meri Mndschojan)                               | Armenisch           | Die Melodie meines Liedes | 8 / 15                       | 056                          |
| 2009 | Luara Hajrapetjan (Լուարա Հայրապետյան)     | Barselona (Բարսելոնա) (Luara Hajrapetjan)                                                                     | Armenisch           | Barcelona                 | 2 / 13                       | 116                          |
| 2010 | Wladimir Arsumanjan (Վլադիմիր Արզումանյան) | Mama (Մամա) (Wladimir Arsumanjan)                                                                             | Armenisch           | Mutter                    | 1 / 14                       | 120                          |
| 2011 | Dalita (Դալիթա)                            | Welcome To Armenia (Dalita Awanesjan)                                                                         | Armenisch, Englisch | Willkommen in Armenien    | 5 / 13                       | 085                          |
| 2012 | Compass Band                               | Sweetie Baby (Dawith Paronikjan)                                                                              | Armenisch, Englisch | Süßes Schätzchen          | 3 / 12                       | 098                          |
| 2013 | Monika Avanesjan (Մոնիկա Ավանեսյան)        | Choco Factory (Monika Awanesjan, Emma Asatrjan)                                                               | Armenisch, Englisch | Schokoladenfabrik         | 6 / 12                       | 069                          |
| 2014 | Betty (Բեթթի)                              | People Of The Sun (Elisabeth Danieljan (Betty), Mane Hakobjan / Elisabeth Danieljan (Betty), Awet Barseghjan) | Armenisch, Englisch | Leute der Sonne           | 3 / 16                       | 146                          |
| 2015 | MIKA (Միկա)                                | Love (Lilith Nawasardjan, Mikhael Warosjan (MIKA) / Awet Barseghjan, Mikhael Warosjan (MIKA))                 | Armenisch, Englisch | Liebe                     | 2 / 17                       | 176                          |
| 2016 | Anahit & Mary (Անահիտ եւ Մերի)             | Tarber (տարբեր) (Nik Egibjan / Awet Barseghjan)                                                               | Armenisch, Englisch | Anders                    | 2 / 17                       | 232                          |
| 2017 | Misha (Միշա)                               | Boomerang (Wahram Petrosjan / Awet Barseghjan, Dawith Tserunjan, Arthur Aghekjan)                             | Armenisch, Englisch | –                         | 6 / 16                       | 148                          |
| 2018 | L.E.V.O.N.                                 | L.E.V.O.N. (Artem Walter)                                                                                     | Armenisch           | –                         | 9 / 20                       | 125                          |
| 2019 | Karina Ignatyan                            | Colours Of Your Dream M/T: Avet Barseghyan, Taras Demchuk, Margarita Doroshevich                              | Armenisch, Englisch | Farben deines Traums      | 9 / 19                       | 115                          |
| 2020 | Maléna                                     | Why M/T: David Badaljan, Susanne Khansadjan, David Tserunyan                                                  | Armenisch, Englisch | Warum?                    | Vom Wettbewerb zurückgezogen | Vom Wettbewerb zurückgezogen |
| 2021 | Maléna                                     | Qami Qami M/T: Maléna, Vahram Petrosyan, tokionine, David Tserunyan                                           | Armenisch, Englisch | Wind Wind                 | 1 / 19                       | 224                          |
| 2022 | Nare                                       | Dance! M/T: Nick Egibyan, Grigor Kyokchyan                                                                    | Armenisch, Englisch | Tanz!                     | 2 / 16                       | 180                          |
| 2023 | Yan Girls                                  | Do It My Way M/T: Maléna, Vahram Petrosyan, tokionine                                                         | Armenisch, Englisch | Es auf meine Art machen   | 3 / 16                       | 180                          |
| 2024 | Leo                                        | Cosmic Friend M/T: Tokionine, Maléna, Vahram Petrosjan                                                        | Armenisch, Englisch | Kosmischer Freund         | 8 / 17                       | 125                          |

## Ausgetragene Wettbewerbe
| Jahr | Stadt   | Austragungsort             | Moderation                                              |
| ---- | ------- | -------------------------- | ------------------------------------------------------- |
| 2011 | Jerewan | Karen Demirtschjan Complex | Awet Barseghjan & Gohar Gasparjan                       |
| 2022 | Jerewan | Karen Demirtschjan Complex | Karina Ignatjan, Iveta Mukuchyan, Garik Papoyan & Robin |

## Punktevergabe
Folgende Länder erhielten die meisten Punkte von oder vergaben die meisten Punkte an Armenien:
| Die meisten vergebenen Punkte | Die meisten vergebenen Punkte | Die meisten vergebenen Punkte |
| Platz                         | Land                          | Punkte                        |
| ----------------------------- | ----------------------------- | ----------------------------- |
| 1                             | Georgien                      | 137                           |
| 2                             | Russland                      | 122                           |
| 3                             | Belarus                       | 93                            |
| 4                             | Niederlande                   | 80                            |
| 5                             | Ukraine                       | 73                            |

| Die meisten erhaltenen Punkte | Die meisten erhaltenen Punkte | Die meisten erhaltenen Punkte |
| Platz                         | Land                          | Punkte                        |
| ----------------------------- | ----------------------------- | ----------------------------- |
| 1                             | Georgien                      | 126                           |
| 1                             | Russland                      | 126                           |
| 3                             | Ukraine                       | 108                           |
| 4                             | Niederlande                   | 105                           |
| 5                             | Belarus                       | 92                            |

Stand: 2019